# Placa del Carib

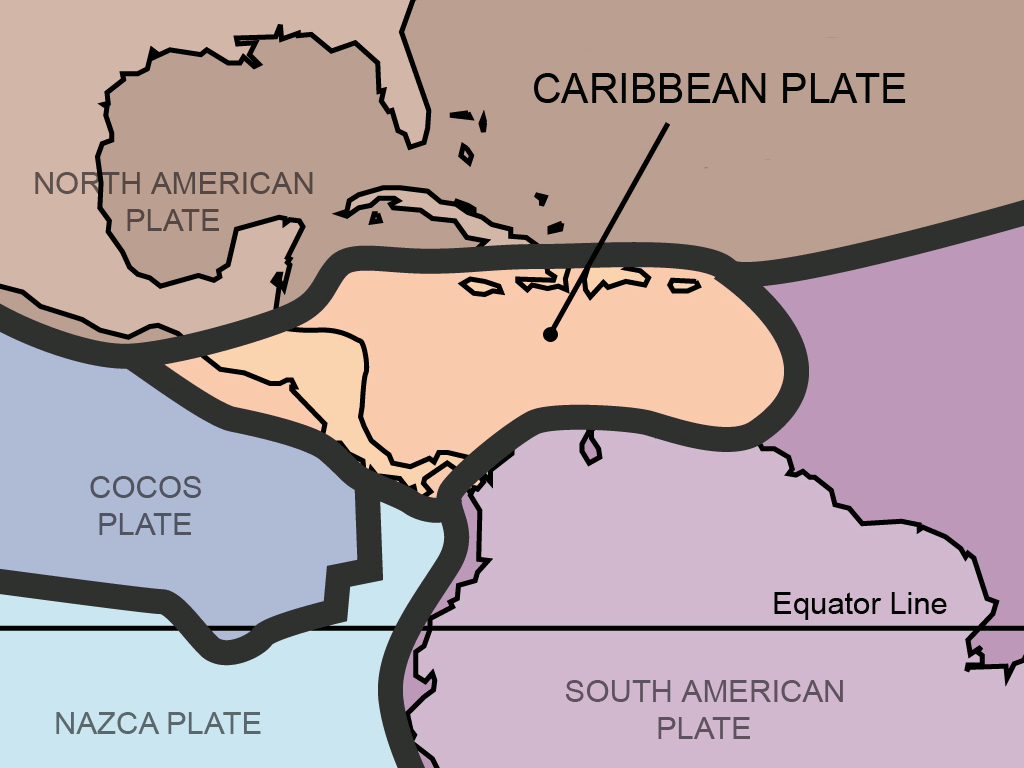
Mapa de la placa del Carib

La placa del Carib és una placa tectònica amb una superfície de 3,2 milions de km². Inclou una part continental de l'Amèrica Central (Guatemala, Belize, Hondures, Nicaragua, El Salvador, Costa Rica, Panamà) i constitueix el fons del mar Carib, al nord de la costa d'Amèrica del Sud. La placa del Carib limita amb la placa nord-americana, la sud-americana, i la de Cocos.

## Límits amb altres plaques
Com a la majoria de les vores de les plaques tectòniques, en els límits de la placa del Carib hi ha una activitat sísmica important i en algunes zones hi ha presència de volcans:
- El límit nord de la placa del Carib és principalment una falla de rumb o límit transcorrent (com la falla de San Andrés a Califòrnia). La part occidental d'aquest límit està constituït per la falla de Motagua, que es prolonga cap a l'est per la zona de la falla de les Illes Swan, la fossa de les Caiman, la falla d'Orient al sud de l'illa de Cuba i el nord de la Hispaniola i la fossa de Puerto Rico.
- El límit est és una zona de subducció. Tanmateix, ja que el límit entre la placa nord-americana i la sud-americana encara es desconeix, no se sap quina de les dues plaques (potser les dues) llisca sota la placa del Carib. La subducció és responsable de les illes volcàniques de l'arc de les Antilles menors, des de les illes Verges fins a la costa de Veneçuela. En aquesta zona hi ha 70 volcans actius, i entre ells els de les Soufrière Hills a l'illa de Montserrat, Mont Pelée de Martinica, la Grande Soufrière a Guadalupe, Soufrière Saint Vincent a Saint Vincent i les Grenadines, i el volcà submarí Kick-'em-Jenny que es troba a 10 km al nord de Grenada.

## Origen
Hi ha dues explicacions sobre l'origen de la placa del Carib, que daten la seva separació a finals del Cretàcic o a començaments del Paleocè, fa uns 70-60 milions d'anys, quan van començar apareixen simultàniament l'arc de Costa Rica-Panamà i el de les Antilles. Segons un grup de científics, aquesta placa correspon a un enorme 'plateau' originat en el punt calent de Galàpagos (Kerr et al, 1999, Kerr, 2005). Un altre grup considera que no fa falta un punt calent per explicar el seu origen i pot invocar-se una de dorsal oceànica (Meschede i Frisch, 1998) o un joc complex de zones de subducció.(Pindell 1990, 1994)